# Kiersztanowo (Mrągowo)
Kiersztanowo [kʲɛrʂtaˈnɔvɔ] (deutsch Kerstinowen, 1938 bis 1945 Kersten) ist ein Dorf in der polnischen Woiwodschaft Ermland-Masuren und gehört zur Gmina Mrągowo (Landgemeinde Sensburg) im Powiat Mrągowski (Kreis Sensburg).

## Geographische Lage
Kiersztanowo liegt östlich des Flüsschens Deine (polnisch Dajna) zwischen dem Kerstinower See (1938 bis 1945 Kersten-See, polnisch Jezioro Kiersztanowskie) und dem Juno-See (polnisch Jezioro Juno) inmitten der Woiwodschaft Ermland-Masuren, acht Kilometer nordwestlich der Kreisstadt Mrągowo (deutsch Sensburg).

## Geschichte
Das damals Schwartzenburgk, 1422 Schwarzburg und bis 1938 Kerstinowen genannte Dorf wurde vor 1454 gegründet. Während des Dreizehnjährigen Krieges (auch: „Preußischer Städtekrieg“) 1454 bis 1466 wurde das Dorf völlig zerstört. Noch einmal wurde es 1657 beim Tatareneinfall dem Erdboden gleichgemacht und die Bevölkerung zum großen Teil ermordet.
Am 8. April 1874 wurde Kerstinowen Amtsdorf und damit namensgebend für einen Amtsbezirk, der – 1938 in „Amtsbezirk Kersten“ umbenannt – bis 1945 bestand und zum Kreis Sensburg im Regierungsbezirk Gumbinnen (ab 1905 Regierungsbezirk Allenstein) in der preußischen Provinz Ostpreußen gehörte. Eine Ortschaft innerhalb der Landgemeinde Kerstinowen war Kleinsruh (polnisch Sobięcin). 
Aufgrund der Bestimmungen des Versailler Vertrags stimmte die Bevölkerung in den Volksabstimmungen in Ost- und Westpreussen am 11. Juli 1920 über die weitere staatliche Zugehörigkeit zu Ostpreußen (und damit zu Deutschland) oder den Anschluss an Polen ab. In Kerstinowen stimmten 380 Einwohner für den Verbleib bei Ostpreußen, auf Polen entfielen keine Stimmen.
Am 3. Juni (amtlich bestätigt am 16. Juli) 1938 erhielt Kerstinowen aus politisch-ideologischen Gründen der Abwehr fremdländisch klingender Ortsnamen die Umbenennung in „Kersten“. 
In Kriegsfolge kam das Dorf 1945 mit dem gesamten südlichen Ostpreußen zu Polen und erhielt die polnische Namensform „Kiersztanowo“. Heute ist es Sitz eines Schulzenamtes (polnisch Sołectwo) und somit eine Ortschaft im Verbund der Gmina Mrągowo (Landgemeinde Sensburg) im Powiat Mrągowski (Kreis Sensburg), bis 1998 der Woiwodschaft Olsztyn (Allenstein), seither der Woiwodschaft Ermland-Masuren zugehörig.

### Einwohnerzahlen
| Jahr | Anzahl |
| ---- | ------ |
| 1818 | 184    |
| 1839 | 332    |
| 1867 | 568    |
| 1885 | 563    |
| 1898 | 485    |
| 1905 | 411    |
| 1910 | 385    |
| 1933 | 370    |
| 1939 | 345    |
| 2011 | 310    |

### Amtsbezirk Kerstinowen/Kersten (1874–1945)
Der Amtsbezirk Kerstinowen (ab 15. November 1938: „Amtsbezirk Kersten“) bestand aus fünf Gemeinden:
| Name         | Geänderter Name 1938 bis 1945 | Polnischer Name |
| ------------ | ----------------------------- | --------------- |
| Gonswen      | Gansen                        | Gązwa           |
| Kerstinowen  | Kersten                       | Kiersztanowo    |
| Klein Stamm  |                               | Stamka          |
| Langenbrück  |                               | Lembruk         |
| Polschendorf | (ab 1928:) Stangenwalde       | Polska Wieś     |

## Kirche
Kerstinowen resp. Kersten war bis 1945 in die evangelische Kirche Seehesten in der Kirchenprovinz Ostpreußen der Kirche der Altpreußischen Union sowie in die katholische Kirche St. Adalbert in Sensburg im damaligen Bistum Ermland eingepfarrt.
Heute gehört Kiersztanowo zur evangelischen Pfarrkirche Mrągowo in der Diözese Masuren der Evangelisch-Augsburgischen Kirche in Polen, außerdem zur katholischen Pfarrkirche Szestno im heutigen Erzbistum Ermland in der polnischen katholischen Kirche.

## Verkehr
Kiersztanowo ist über eine Nebenstraße von Święta Lipka (Heiligelinde) aus über Pilec (Pülz) sowie eine Nebenstraße von Warpuny (Warpuhnen) über Gizewo (Giesewen) zu erreichen. Eine Bahnanbindung besteht nicht.